# Йоганнес Кляйн
Йоганнес Кляйн (нім. Johannes Klein; ? — 1926) — німецький льотчик-ас, лейтенант Імперської армії.

## Біографія
Учасник Першої світової війни. 11 лютого 1917 року розпочав службу льотчиком-винищувачем, коли потрапив в 29-ту винищувальун ескадрилью. 7 серпня 1917 року направлений у 18-ту винищувальну ескадрилью. Під час масового переведення льотчиків з 18-ї в 15-ту винищувальну ескадрилью, що відбулося 20 березня 1918 року, Йоганнес Кляйн опинився серед них. У 15-й ескадрильї він залишався до кінця війни, хоч мав легке поранення 15 вересня 1918 року.
Всього за час бойових дій здобув 18 повітряних перемог.

## Нагороди
- Залізний хрест 2-го і 1-го класу
- Королівський орден дому Гогенцоллернів, лицарський хрест з мечами (19 вересня 1918)